# 61 Dywizjon Pancerny

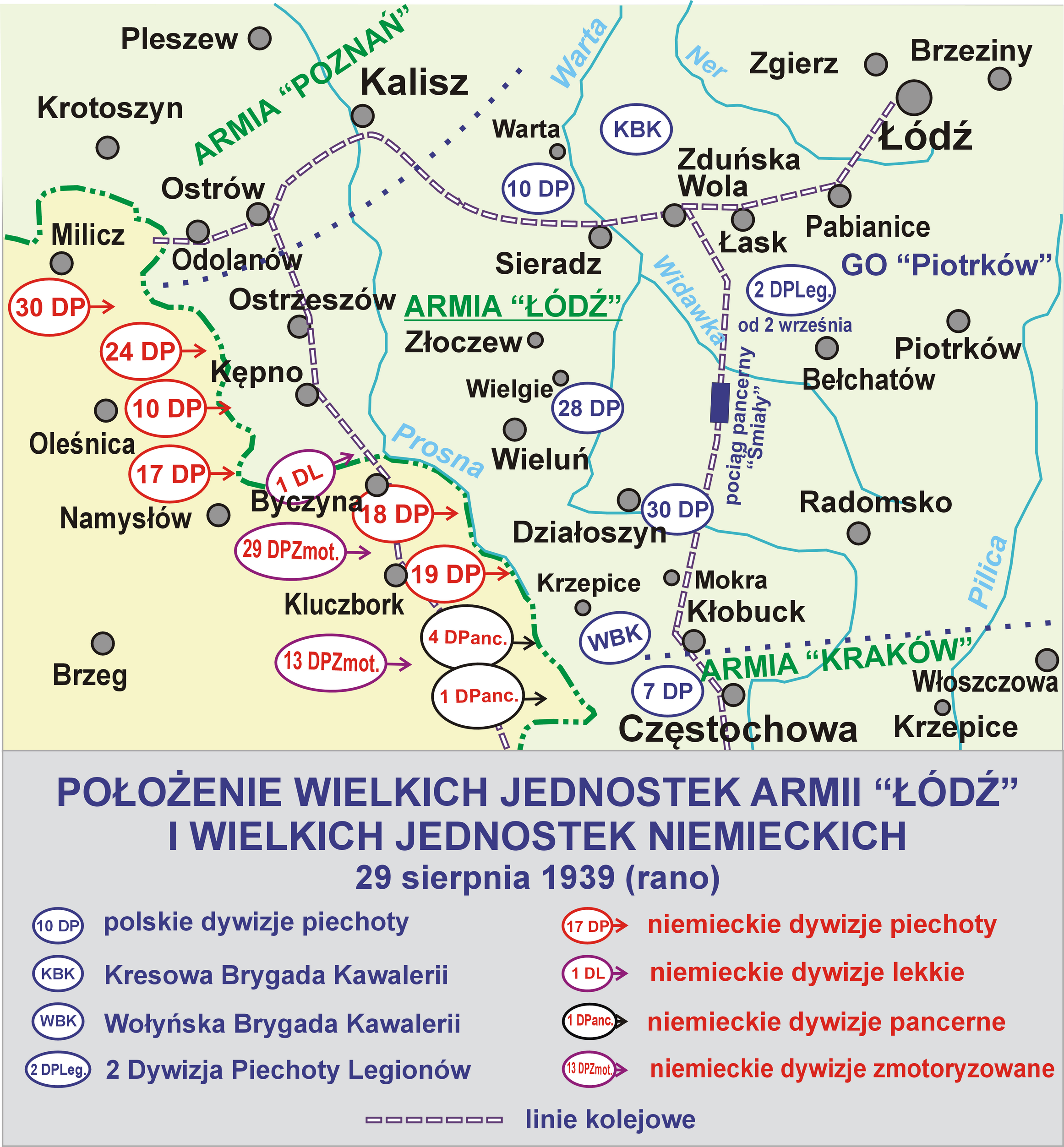
Dywizjon walczył w składzie Kresowej BK

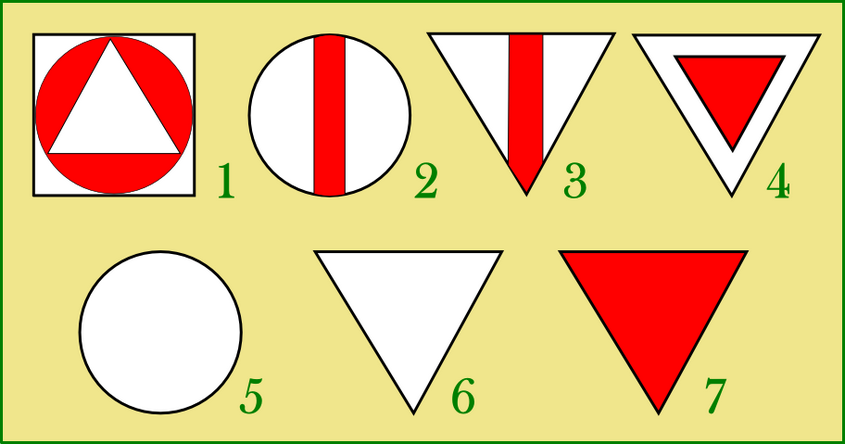
Znaki taktyczne malowane na czołgach lekkich i rozpoznawczych

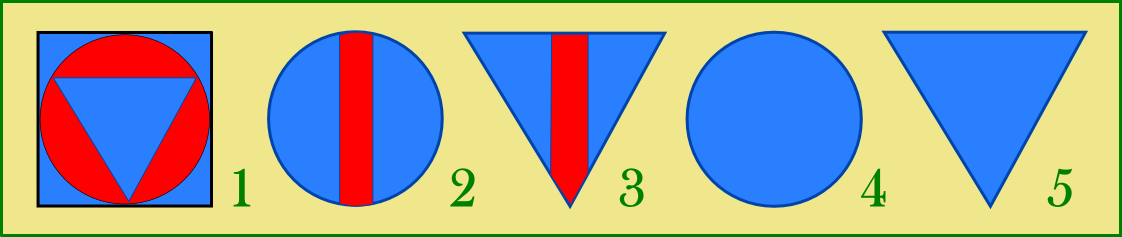
Znaki taktyczne malowane na pojazdach pancernych

61 Dywizjon Pancerny – pancerny pododdział rozpoznawczy Wojska Polskiego II Rzeczypospolitej.
Dywizjon nie występował w pokojowej organizacji wojska. Został sformowany w sierpniu 1939 roku we Lwowie dla Kresowej Brygady Kawalerii, przez 6 batalion pancerny.

## 61 dpanc. w kampanii wrześniowej

### Mobilizacja
61 dywizjon pancerny został zmobilizowany w trakcie mobilizacji alarmowej we Lwowie, w dniach 24-25 sierpnia, w grupie jednostek oznaczonych kolorem czerwonym w czasie A+36. Jednostką mobilizującą był 6 batalion pancerny. Po zmobilizowaniu 30 sierpnia został załadowany do transportu kolejowego na dworcu czerniowieckim we Lwowie. Nocą 30/31 sierpnia wyjechał w miejsce koncentracji Kresowej BK na terenie operacyjnym Armii „Łódź”.

### Walki dywizjonu
Dywizjon w rejon koncentracji jechał poprzez Zdołbunów, Brześć, Warszawę. Będąc jeszcze w transporcie, 1 września przed południem został zaatakowany przez lotnictwo niemieckie. O świcie 2 września wyładował się w Poddębicach i przeszedł w rejon koncentracji na północ od Szadka. 3 września przeszedł Wartę i prowadził rozpoznawanie w kierunku na Błaszki. 4 września dywizjon dozorował przydzielony odcinek rzeki Warty, po południu wraz z resztą Kresowej BK wycofał się na prawy brzeg rzeki. Po raz pierwszy wszedł w kontakt ogniowy z nieprzyjacielskimi pododdziałami rozpoznawczymi z niemieckiej 24 DP. Jako pierwszy kontakt ogniowy nawiązały samochody pancerne osłaniające mosty na odnogach Warty na lewym brzegu. O godz. 18.00 niezniszczone mosty zostały uchwycone przez niemieckie jednostki rozpoznawcze, które utworzyły przyczółki. Wieczorem 61 dywizjon pancerny ześrodkował się w lesie koło Szadka. 5 września rano szwadron samochodów pancernych rozpoznał skrzydła brygady stwierdził, że nieprzyjaciel oskrzydla pozycje Kresowej BK. Reszta dywizjonu osłaniała rejon Szadka, gdzie docierały ostatnie transporty brygady. Przez noc 5/6 września odtwarzano zdolność bojową szwadronu samochodów pancernych, co trwało jeszcze do południa 6 września. Następnie w ślad za brygadą wycofał się za rzekę Ner. 7 września szwadron samochodów pancernych przygotował obronę w Kucinach na skrzyżowaniu dróg z Poddębic do Zgierza i Aleksandrowa. Aktywnie ubezpieczał odwrót Kresowej BK dokonując wypadów w pobliżu własnych stanowisk. W trakcie wypadu w kierunku Poddębic, ok. 5 km od miasta zaatakował wysunięty rzut sztabu niemieckiej 24 DP. W walce wezwane niemieckie armaty przeciwpancerne zniszczyły 2 samochody pancerne szwadronu. W dalszej kolejności szwadron opóźniał niemieckie działania rozpoznawcze w kierunku Aleksandrowa. Jeden z samochodów pancernych został uszkodzony przez polską armatę ppanc., dwa następne z braku paliwa, na rozkaz dowódcy szwadronu zostały zniszczone przez własne załogi. Pozostałe dwa z resztką szwadronu odjechały w stronę Zgierza, a następnie samowolnie udały się do Warszawy. W Siennicy 13 września zostały wcielone do 11 dywizjonu pancernego. Pozostałość szwadronu z jego dowódcą samowolnie odjechała do Lwowa. Szwadron czołgów rozpoznawczych osłaniał odwrót Kresowej BK, tocząc potyczki z oddziałem wydzielonym niemieckiej 10 DP. Na noc 7/8 września odtwarzał zdolność bojową w lesie Emilia na północ od Aleksandrowa. 8 września dywizjon przemieszczał się za silami głównymi brygady, która rozdzieliła się na dwa zgrupowania. Dotarł do rejonu Głowna i nawiązał kontakt z dowódcą 22 pułku ułanów płk. dypl. Władysławem Płonką, który wydał rozkaz marszu do Warszawy. Wieczorem 8 września 61 dpanc dotarł do Skierniewic.      
Skąd po trasie Żyrardów, Błonie dojechał do Warszawy po południu 9 września. Podczas przemarszu przez Warszawę, dywizjon został zbombardowany, w wyniku czego ranny został por. Czesław Macuski, a dowódca szwadronu czołgów odłączył się od szwadronu. Uszkodzeniu uległy też dwa TKS, które pozostały w Warszawie, jako stałe punkty ogniowe w barykadach na ul. Grochowskiej. W rejonie Otwocka dywizjon nawiązał kontakt ze zbierającą się Kresową BK. Dywizjon współdziałał ze Zgrupowaniem Kawalerii płk. dypl. Tadeusza Komorowskiego broniącego linii Wisły. Zgodnie z rozkazami, 11 września po południu 61 dpanc podjął jazdę do Żelechowa, w marszu dywizjon zmuszony był pozostawić część taboru samochodowego z uwagi na brak paliwa. 12 września w rejonie Radzynia dywizjon został wcielony do Kombinowanej Brygady Kawalerii płk. Adama Bogorii-Zakrzewskiego. Szwadron czołgów osłaniał rejon organizowania i formowania brygady, a pozostałe pojazdy dywizjonu dowoziły, ze składów w Brześciu n/Bugiem paliwo, amunicję i żywność. 14 września wraz z Kombinowaną BK 61 dpanc odjechał w kierunku Lublina. Osiągając 15 września, las na wschód od miasta, gdzie przywracano sprawność sprzętu. Nocą 16/17 września dywizjon dotarł do Rejowca, skąd wysłał rozpoznanie w rejon Krasnegostawu, utracił w nim jeden TKS. Do szwadronu czołgów dołączył jego dowódca. 18 września dywizjon przegrupował się w szykach brygady w rejon Grabowca. W następnych dniach przejechał do lasów w pobliżu Tyszowca, skąd wysłał rozpoznanie w kierunku Komarowa. 21 września pluton czołgów w sile 4 TKS rozpoznawał drogę, gdzie w walce z niemieckim podjazdem pancerno-motorowym z 4 Dywizji Lekkiej, zniszczył lekki samochód pancerny, jeden uszkodził, a trzy inne miał zdobyć oraz kilka motocykli i jeńców. W walce utracił jeden TKS. 22 września pozostałość 61 dywizjonu została podporządkowana 1 Dywizji Piechoty Legionów i zajęła kwatery w dworze Sielec koło Dzierążni. Wieczorem tego dnia, szwadron czołgów rozkazem dowódcy dywizji, w sile 7 TKS, wziął udział w natarciu 1 pułku piechoty Legionów w kierunku Tarnawatki. Prowadząc natarcie pułku koło wsi Falków, szwadron czołgów został ostrzelany przez obronę niemiecką i poniósł ciężkie straty. Z uwagi na co musiał się wycofać z walki. 23 września 1 DP Leg. skapitulowała, dywizjon odłączył się i odjechał w kierunku północno-wschodnim. Podczas przekraczania szosy Zamość-Hrubieszów, w starciu z niemieckim patrolem utracił kolejny TKS. 24 września resztki dywizjonu zostały zreorganizowane w pluton strzelecki na samochodach i pluton czołgów, tego dnia dołączono do Grupy „Kowel” płk. dypl. Leona Koca. Po natknięciu się na oddziały sowieckie, grupa i resztki dywizjonu skierowały się na zachód. 25 września podczas przeprawiania się przez rzekę Wieprz w pobliżu Izbicy, pozostawiono dwa ostatnie czołgi. Sprzęt, uzbrojenie i amunicję zakopano. Pozostałość dywizjonu podzielono na trzy grupy, polecając udać się w kierunku Lwowa i dalej za granicę węgierską lub rumuńską. Większość żołnierzy dojechała i doszła do Lwowa, skąd w małych grupkach, część przedarła się za granicę.     

## Struktura organizacyjna
- Dowództwo
  - poczet dowódcy (1 sam. panc. wz. 34-II)
  - drużyna regulacji ruchu
  - drużyna łączności
  - drużyna pioniersko-pgaz.
  - organa kwatermistrzowskie
  - pluton techniczno-gospodarczy
  - szwadron samochodów pancernych (7 wozów bojowych wzór 34-II)
  - szwadron czołgów rozpoznawczych – (13 czołgów TKS)

## Obsada personalna
- dowódca – kpt. Alfred Wójciński (zaginął w niewoli)
- adiutant – por. Czesław Macuski (ranny 9 IX 1939)
- dowódca szwadronu czołgów – por. Tadeusz Dziurzyński
  - dowódca 1 plutonu – sierż. pchor. Jan Strycharczyk
  - dowódca 2 plutonu – ppor. rez. Stanisław Prokopiak
- dowódca szwadronu samochodów pancernych – kpt. Tadeusz Poliszewski
  - dowódca 1 plutonu – ppor. rez. Zygmunt Gołąb
  - dowódca 2 plutonu – sierż. pchor. Mieczysław Szopiński
- dowódca plutonu techniczno-gospodarczego – por. Michał Józef Kerz